# Vepesianos
Os Vepes ou Vepesianos são um povo fínico, falante da língua vepes que pertence ao ramo fínico das línguas urálicas. A auto designação desse povo em vários dialetos são vepslaine, bepslaane e (nos dialetos do norte e sudoeste do Lago Onega) lüdinik e lüdilaine. De acordo com o census de 2002, há 8,240 vepes na Rússia. Dos 281 vepes na Ucrânia, 11 são praticantes da língua vepes. Atualmente, a maioria dos vepesianos falam fluentemente o russo e as novas gerações não falam, normalmente, a língua vepes. Por outro lado, os vepesianos ocidentais mantiveram a sua língua e cultura.

## Geografia
No dia atuais, eles vivem nas áreas entre o Lago Ladoga, Lago Onega e Lago Beloye. Na República da Carélia Russa estão concentrados na antiga Paróquia Nacional Vepes (Vepsskaya natsionalnaya volost); no Oblast de Leningrado estão ao longo do Rio Oyat nos distritos de Podporozhsky e Lodeynopolsky, e mais ao sul nos distritos de Tikhvinsky, Vytegorsky, Babayevsky e Boksitogorsky.

## História

### Pré-história
Estudos arqueológicos e lingüísticos sugerem que os vepesianos viviam nos vales dos rios Sheksna, Suda e Syas, desenvolvendo a partir da cultura proto-Vepesiana Kargopol para o leste do Lago Onega. Eles provavelmente também viveram na Carélia do Leste e no norte da costa do Lago Onega. É possível que a menção mais antiga sobre os vepes date do século VI, quando o historiador godo Jordanes menciona um povo chamado Vasina broncas, que pode ter indicado os Vepes. Uma das rotas orientais dos viquingues atravessava a área deles, e o povo biármio mencionados pelos viquingues como habitantes da costa do Mar Branco, podem ser os Vepes Evidências em sepulturas demonstraram que eles tiveram contato com Velha Ladoga, a atual Finlândia e os Mérios, outra tribo fino-volgaica, e posteriormente com o Principado de Novgorod e outros estados russos. Com o tempo, eles se expandiram também para o leste e oeste do Onega.

### Período Histórico

Tribos Vepes. Mapa aproximado com as culturas não-varegues na Europa no século IX

Nas antigas crônicas russas, eles eram conhecidos como "Весь" (Ves) e em algumas fontes árabes eles são chamados de Wisu. Desse modo, assume-se que os Biármios eram, em partes, Vepesianos. A partir do século XII, sua histórica se conecta com o primeiro Principado de Novgorod e, depois, com Muscovy. Os assentamentos russos alcançaram os Vepes do Onega no século XIV e XV. Os vespesianos orientais na área de Kargopol fundiram-se linguisticamente com os russos já no século XX.
Vespesianos somavam 25,607 indivíduos em 1897, sendo que em torno de 7 300 habitavam a Carélia do Leste. No início do século XX houve alguns sinais de um sentimento nacionalista entre os Vepes. Inicialmente as políticas nacionalistas soviéticas suportaram esse reação dos Vepes e 24 unidades administrativas foram formadas, com os status de vilas nacionais soviéticas. A alfabetização na língua Vespa e a educação se desenvolveram e sua cultura só começou a se reprimida em 1937. Todas as atividades nacionalistas Vepes foram interrompidas e os distritos nacionais foram abolidas. Quando a Finlândia invadiu a Carélia do Leste na Guerra da Continuação, alguns Vepes se juntaram ao Batalhão de Kindred no exército finlandês. Essas tropas foram renunciaram a União Soviética depois da guerra.
No período pós-guerra muitos dos Vepes se mudaram de suas vilas históricas para as cidades maiores e, muitos por sentirem vergonha de suas origens, se identificavam como russos para os census oficiais. Em 1983, com a iniciativa de acadêmicos vepes, uma pesquisa foi realizada de forma mais minuciosa e revelou que havia em torno de 13,000 Vepes na União Soviética, 5,600 dos quais viviam na Carélia, 4,000 na região de Leningrado e em torno de 1,000 na região de Vologda. Há uma cartilha Vepes - Abekirj - e outros livros escolares do nível fundamental foram publicado em Petrozavodsk em 1991. Kodima, o jornal Vepes é publicado desde 1993. A coluna rural Vepes foi formana na Carélia do Leste em 1994, abrangendo uma área de 8,200 km² e com 3,373 habitantes (sendo 42% Vepes). As autoridades da República da Carélia garantiram alguma autonomia orçamentária para a comunidade em 1996. A língua era ensinada como uma matéria em duas escolas, em Shyoltozero e Rybreka. No entanto, a recuperação cultural começou a diminuir na segunda metade de 1990 e as autoridades federais aboliram a sua autonomia em 2006. Atualmente, a novas gerações em sua maioria não falam mais a língua Vepes.

## Ligações Externas
- Organização Vepes
- Esforços para a vitalização da língua Vepes
- The Peoples of the Red Book: THE VEPS